# Fourmis habillées
 (avril 2020).
Pour les articles homonymes, voir Fourmi (homonymie).
L'expression fourmis habillées fait référence à la pratique de l'habillage de fourmis pour la composition de crèches, une activité surtout répandue dans l'État de São Paulo entre le 19e et le 20e siècles. Puisque les scènes de la Nativité ont dû s'adapter à la réalité locale, il existe des documents selon lesquels des fourmis ont été utilisées dans la composition de scènes de la Nativité, jusqu'aux années 1960  Les «crèches de fourmis» existant dans des villes comme Embu das Artes, par exemple, pourraient être liées aux «fourmis habillées» créées par Jules Martin, un architecte français qui possède une entreprise manufacturière de São Paulo dans le dernier quart du XIXe siècle. Il s'agit d'une pratique inhabituelle, comme en général, celle d'habiller les insectes.

## Assemblage
Les insectes étaient généralement fixés par des fils attachés au fond d'une base en carton. Un exemple est celui des fourmis se faisant passer pour de ballerines :"50 mm de haut, toutes deux arborent un corsage blanc avec des manches courtes en dentelle, le jupon proverbial d'environ 35 mm de diamètre tissé en dentelle blanche avec un fil rouge sur le bord, longues chaussettes blanches et baskets de la même couleur avec un petit bonnet jaune comme fermeture ".

## Contexte
Apparemment, l'assemblage de crèches semble être arrivé au Brésil avec les jésuites, étant l'un des premiers rapports datés de 1583, une "crèche pieuse" érigée dans la ville de Salvador pour Noël cette année-là. L'année suivante, le collège de Rio de Janeiro héberge une autre crèche "qui a fait oublier ceux du Portugal". Comme dans d'autres contextes, cette expression artistique a incorporé diverses influences culturelles et les scènes de la Nativité ont dû s'adapter à la réalité brésilienne. La présence d'insectes dans les berceaux semble cependant très inhabituelle. Les origines d'une telle pratique, bien qu'attribuée aux jésuites par la tradition orale, se révèlent encore assez incertaines et peuvent être liées à des raisons prosaïques, telles que les jeux pour enfants.

## Fabrication Jules Martin
À São Paulo, la pratique de «l'habillage de fourmis» pour les crèches a fini par devenir une fabrication florissante entre la fin du XIXe siècle et le début du XXe siècle. A titre d'exemple, il y a le cas des produits vendus par la Maison Jules Martin, un établissement appartenant au célèbre peintre, architecte et lithographe français vivant à São Paulo entre 1868 et 1906. Jules Martin est aujourd'hui surtout connu pour avoir conçu le Viaduto do Chá. Les insectes sont vendus dans une boîte avec une inscription sur le couvercle: "Fourmis Tanajuras Habillées. Seul dépôt. S. Paulo, Brésil. Maison Jules Martin .